# Conférence des directeurs des écoles françaises d'ingénieurs
Ne doit pas être confondu avec Conférence des grandes écoles.
 (novembre 2024).
Causes possibles :
- Rédaction non-neutre car ne respectant pas la synthèse équilibrée attendue.
- Plan structurant la page comme une brochure promotionnelle ou une plaquette institutionnelle.
- Nombreuses informations sans réelle pertinence encyclopédique et pourtant montées en épingle. Ceci peut notamment se faire en recourant à des sources primaires ou non centrées, ou encore à un « cherry picking » des sources ; dans certains cas, cette utilisation des sources peut même donner lieu à une « synthèse inédite ».

Rappel : la pertinence des informations est à démontrer par des sources secondaires indépendantes et de qualité traitant le sujet.
La Conférence des directeurs des écoles françaises d'ingénieurs (abrégé en CDEFI) est une association loi de 1901 représentant l'ensemble des directeurs d'établissements ou composantes d’établissements, publics et privés, accrédités par la Commission des titres d'ingénieur (CTI) à délivrer le titre d’ingénieur diplômé. Sa mission, précisée dans le Code de l'éducation, est de représenter les écoles d'ingénieurs et les universités de technologie auprès de l'État, de l'Union européenne et des organisations internationales.
Emmanuel Duflos, directeur de l'EPF, est président de la CDEFI depuis le 14 juin 2023.

## Histoire
En 1976, un décret ministériel crée une Assemblée générale des responsables d'établissements et d'écoles publics délivrant le diplôme d'ingénieur, présidée par le secrétaire d'État aux universités et dont le rôle est d'étudier les questions intéressant l'ensemble des écoles d'ingénieurs publiques.
En 1990, l'assemblée change d'appellation pour devenir la Conférence des directeurs des écoles et formations d’ingénieurs, avant de prendre son nom actuel en 2006. Sa mission de représentation s'étend alors à l'ensemble des écoles d'ingénieurs françaises, y compris celles ne relevant pas de la tutelle du ministère de l'Enseignement supérieur.
L'article 36 de la loi relative aux libertés et responsabilités des universités promulguée en août 2007 officialise le rôle de la CDEFI (en même temps que celui de France Universités, conférence représentative des universités françaises), précisé dans l'article L233 du Code de l'éducation, et lui confère la personnalité morale et juridique. 
La Conférence se constitue en association loi de 1901 le 1er février 2008 et bénéficie d'un agrément du ministère de l'Enseignement supérieur lui permettant de jouir du régime des associations reconnues d’utilité publique. 

## Missions
Le Code de l'éducation précise que la CDEFI a pour mission de « représenter auprès de l'État, de l'Union européenne et des autres instances internationales compétentes en matière d'enseignement supérieur et de recherche les intérêts communs des établissements qu'elle regroupe ».
Cette action de représentation inclut la promotion des études et métiers d'ingénieurs en France et à l'étranger, ainsi que la prise de position et la contribution auprès des pouvoirs publics sur les sujets relatifs à l'enseignement supérieur et à la recherche et susceptibles d'impacter les écoles d'ingénieurs. La CDEFI propose également un accompagnement des directions d'écoles d'ingénieurs dans leur prise de fonction.

## Organisation

### Membres
Les membres de la CDEFI sont les directeurs et directrices des écoles françaises d'ingénieurs accréditées par la Commission des titres d'ingénieur. La liste officielle de ces écoles, qui sont environ 200, est publiée chaque année par arrêté ministériel. 
Les écoles d'ingénieurs publiques sous tutelle du ministère de l'Enseignement supérieur sont membres de la CDEFI de droit. Les écoles publiques sous tutelle d'un autre ministère (Agriculture, Armées, Écologie, Économie et Finances) et les écoles privées de statut associatif le sont sur demande.
Les directeurs et directrices d'école d'ingénieurs membres de la CDEFI sont regroupés au sein de l'Assemblée générale de l'association.

### Gouvernance
La CDEFI est dirigée par un président et des vice-présidents, qui constituent le Bureau de l'association, élu par l'Assemblée générale pour un mandat de deux ans renouvelable deux fois. Elle est administrée par un Conseil d'administration, appelé Commission permanente, composé d'une vingtaine de membres comprenant le président, les vice-présidents et douze membres élus par l'Assemblée générale, ainsi que quatre membres cooptés.  
La mise en œuvre opérationnelle des décisions stratégiques est assurée par une équipe permanente comprenant neuf salariés. 
| Mandat    | Président                                                        | Vice-présidents |
| --------- | ---------------------------------------------------------------- | --- |
| 2004-2011 | Paul Jacquet (Grenoble INP)                                      | Christian Lerminiaux (UTT) Jean-Marie Chesneaux (Polytech Paris-UPMC) Alain Bravo (Supelec) |
| 2011-2014 | Christian Lerminiaux (UTT)                                       | Valérie Cabuil (Chimie ParisTech) |
| 2015-2017 | François Cansell (Bordeaux INP)                                  | Armel de la Bourdonnaye (Ponts ParisTech) Élisabeth Crépon (ENSTA ParisTech) Jean-Marie Chesneaux (Polytech Paris-UPMC)                                                                        |
| 2017-2019 | Marc Renner (INSA Strasbourg)                                    | Jacques Fayolle (Télécom Saint-Étienne) Élisabeth Crépon (ENSTA ParisTech) Emmanuel Duflos (Centrale Lille)                                                                                    |
| 2019-2023 | Jacques Fayolle (Télécom Saint-Étienne puis Mines Saint-Étienne) | Emmanuel Duflos (Centrale Lille puis EPF) Romuald Boné (INSA Strasbourg) (depuis 2021) Sophie Mougard (ENPC) Jean-Michel Nicolle (EPF) Christian Lerminiaux (Chimie ParisTech) (jusqu'en 2021) |
| 2023-     | Emmanuel Duflos (EPF)                                            | Romuald Boné (INSA Strasbourg) Dominique Baillargeat (3iL Ingénieurs) Laure Morel (ENSGSI) Cécile Delolme (ENTPE)                                                                              |

## Actions

### Représentation des écoles
La CDEFI est une association qui s'est donné pour mission de représenter des écoles d’ingénieurs et des universités de technologie auprès de l’État, de l’Union européenne et des organisations internationales. À ce titre, il formule des vœux, bâtit des projets et rend des avis motivés sur des questions relatives à l’enseignement supérieur et à la recherche. Il se donne pour première vocation de promouvoir les ingénieurs en France, en Europe et dans le monde.
L'association agit auprès de ses membres comme une structure conseil. En effet, elle accompagne les directeurs et directrices des écoles françaises d’ingénieurs dans l’exercice de leurs fonctions et leur met à disposition l’ensemble de l’information utile au développement et à la stratégie des établissements. Elle prend également des positions publiques sur tout sujet lié à l’enseignement supérieur et à la recherche, comme défendre les intérêts des écoles d'ingénieurs françaises. Elle assure aussi la promotion des formations et des métiers de l’ingénierie en France et dans le monde. Enfin, elle organise des temps de rencontre et d’échanges : assemblée générale mensuelle, commissions de travail, séminaires, rencontres thématiques.

### Relations internationales
La CDEFI est également l'opérateur financier d'un certain nombre de programmes internationaux financés, pour la partie française, par le ministère de l’Europe et des affaires étrangères et le ministère de l’enseignement supérieur, de la recherche et de l’innovation, et par les ministères des pays concernés ; comme le programme FITEC avec l'Argentine, le Brésil, le Chili et le Mexique. Ces programmes permettent de mettre en œuvre des projets dans le domaine de la formation des ingénieurs avec des universités étrangères et d'établir d'étroites relations avec ces établissements tout en favorisant la mobilité des étudiants et des enseignants. De plus, l'association octroie des subventions et aides pour un programme de tutorat avec des élèves-ingénieurs provenant de République dominicaine, et de Colombie.

## Projets
La CDEFI travaille sur de nombreux projets pour répondre aux différentes problématiques que peuvent se poser les écoles d'ingénieurs françaises. 
Parmi eux, le parcours de formation « Compétences pour l'entreprise », conçu avec l'accord du ministère de l'Enseignement supérieur, de la recherche et de l'innovation, destiné à dynamiser la poursuite de carrière des jeunes docteurs dans le secteur privé en France. Son objectif est d’améliorer la reconnaissance et l'attractivité de la formation doctorale auprès des entreprises françaises et à préparer davantage les diplômés aux différentes fonctions et métiers de ce secteur.
L’opération « Ingénieuses » est un autre projet fort de la CDEFI. Ses objectifs sont de promouvoir les formations et les métiers de l'ingénierie auprès du public féminin, de lutter contre les idées reçues et les stéréotypes de genre, de favoriser l'égalité femmes-hommes, susciter des vocations d'ingénieures chez les jeunes filles. Organisée chaque année, cette opération vise à mettre en valeur les parcours brillants de jeunes élèves-ingénieures ou de diplômées, ainsi que des initiatives répondant à l'un ou plusieurs des objectifs de l'opération et réalisées au sein des écoles d'ingénieurs.

### Sources primaires
1. ↑  « Emmanuel Duflos, directeur de l’EPF, est élu président de la CDEFI », sur cdefi.fr (consulté le 20 juillet 2023).
2. ↑  « Qui sommes-nous? », sur cdefi.fr (consulté le 7 novembre 2024).
3. 1 2  « Organisation », sur cdefi.fr (consulté le 7 novembre 2024).
4. ↑  « CDEFI - Le parcours », sur CDEFI (consulté le 18 septembre 2017).
5. ↑  « Ingénieuses : les écoles d'ingénieur-e-s fêtent les femmes », sur cdefi.fr (consulté le 12 avril 2019).